# Emancipació
Emancipació és qualsevol dels esforços per a procurar drets econòmics i socials, drets polítics o igualtat, sovint per a un grup específic marginat, o més en general en el debat sobre aquests assumptes.
És el procés d'alliberar-se de qualsevol forma de dominació i opressió a fi d’obtenir els drets econòmics, socials, polítics, culturals o d’igualtat que se li han negat a una persona o col·lectiu. Amb el nom d’alliberament o emancipació de les dones es designa el procés històric o moviment social que des de finals del segle XVIII a Europa i als Estats Units ha estat reivindicant els drets de les dones i la igualtat de gènere cap a l’objectiu de l’alliberament o emancipació de la condició femenina que, durant tota la història, ha estat de subordinació als homes.
Entre d'altres, Karl Marx va debatre sobre l'emancipació política en el seu assaig de l'any 1844 "Sobre la qüestió jueva", encara que sovint es refereix a més de (o en contrast amb) el terme emancipació humana. Les opinions de Marx sobre l'emancipació política en aquest treball van ser resumides com que implica "igualtat dels ciutadans en relació amb l'estat, la igualtat davant la llei, independentment de la religió, la propietat, o altres característiques particulars de l'individu."
L'"emancipació política" com a frase és menys comuna en l'ús modern, especialment fora del context acadèmic o activista. No obstant això, conceptes similars poden ser citats per altres termes. Per exemple, als Estats Units el moviment de drets civils que va culminar en la Llei de Drets Civils de 1964, el Llei de Drets al Vot de 1965, i la  Llei d'Habitatge just de 1968 pot ser vist com el foment d'esdeveniments com la Proclamació d'Emancipació i l'abolició de l'esclavitud un segle abans. A les illes actuals i anteriors British West Indies el dia de festa Dia de l'Emancipació se celebra per marcar el final de la comerç de l'esclavitud de l'Atlàntic.